# Á
Á (gemenform: á) är ett A med en akut accent över. Á används i samiska, isländska, färöiska, iriska, spanska, portugisiska, tjeckiska, slovakiska och ungerska. Á bör inte blandas ihop med À eller med grekiska Ά.